# Apraksin Dvor
Pour les articles homonymes, voir Apraxine.
Le marché d'Apraxine, marché Apraxine, ou l'Apraksin Dvor ou(peut-être traduit par Cour Apraxine ; en russe : Апраксин Двор) est un quartier et un marché de vente au détail couvrant quatorze hectares à Saint-Pétersbourg, en Russie. Le site fait l'objet d'un vaste projet de rénovation à long terme. Les bâtiments d'Apraksin Dvor se situent entre la rue Sadovaya et la rivière Fontanka, juste au sud-ouest du théâtre Alexandrinsky.
Le premier marché est né au milieu du XVIIIe siècle et tire son nom du comte Apraxine qui possédait la parcelle. Après qu'un marchand nommé Chtchoukine en a acheté une partie, celle-ci fut connue sous le nom de Chtchoukine Dvor. Les bâtiments du marché, construits en bois, sont victimes d'un incendie en 1782.
En 1863, un nouveau grand magasin est ouvert, construit sur des plans de Geronimo Corsini. Dans la décennie suivante, plus de quarante-cinq magasins sont construits à proximité. En 1913, Apraksin Dvor comprend plus de cinq cents magasins et 270 entreprises de gros.
Après la révolution russe de 1917, la plupart des bâtiments d'Apraksin Dvor sont transformés en dépôts et entrepôts.
Au début du XXIe siècle, Apraksin Dvor est composé de petits magasins et d'un marché en plein air - principalement des vêtements et des accessoires. Un plan de rénovation à long terme est mis en place ; les étals du marché sont déplacés en 2008-2009 vers le marché de Grazhdansky Rynok à la périphérie de la ville. Il est prévu de transformer et moderniser le quartier en un espace commercial, de bureaux, résidentiel, hôtelier et culturel. Wilkinson Eyre Architects et Foster + Partners sont les principaux cabinets d'architectes,,.

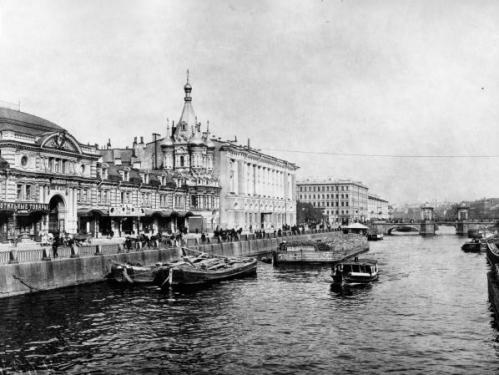
Vue d'Apraksin Dvor depuis le quai Fontanka, en 1900.
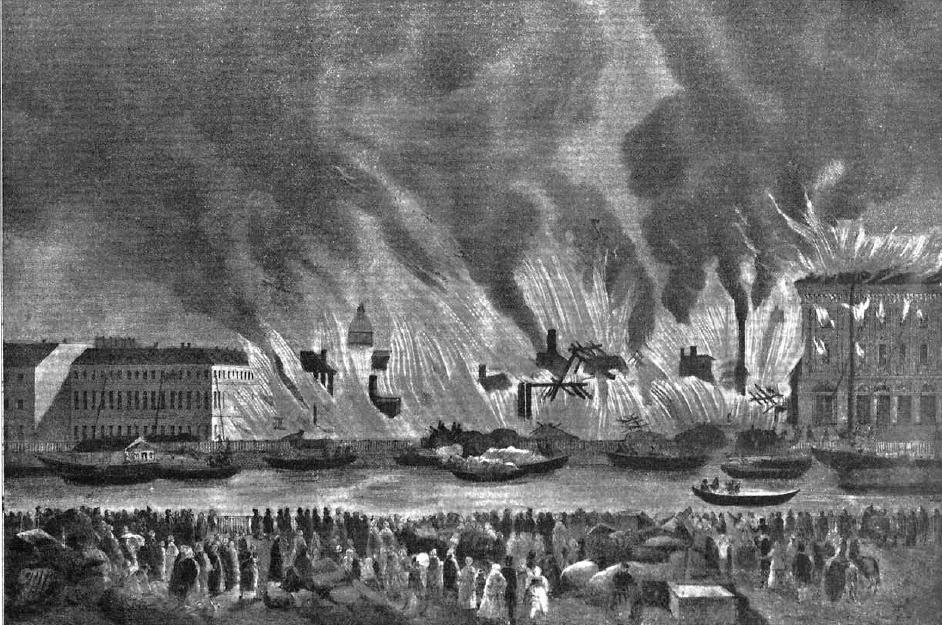
Gravure du XIXe siècle illustrant un incendie du marché en 1862.
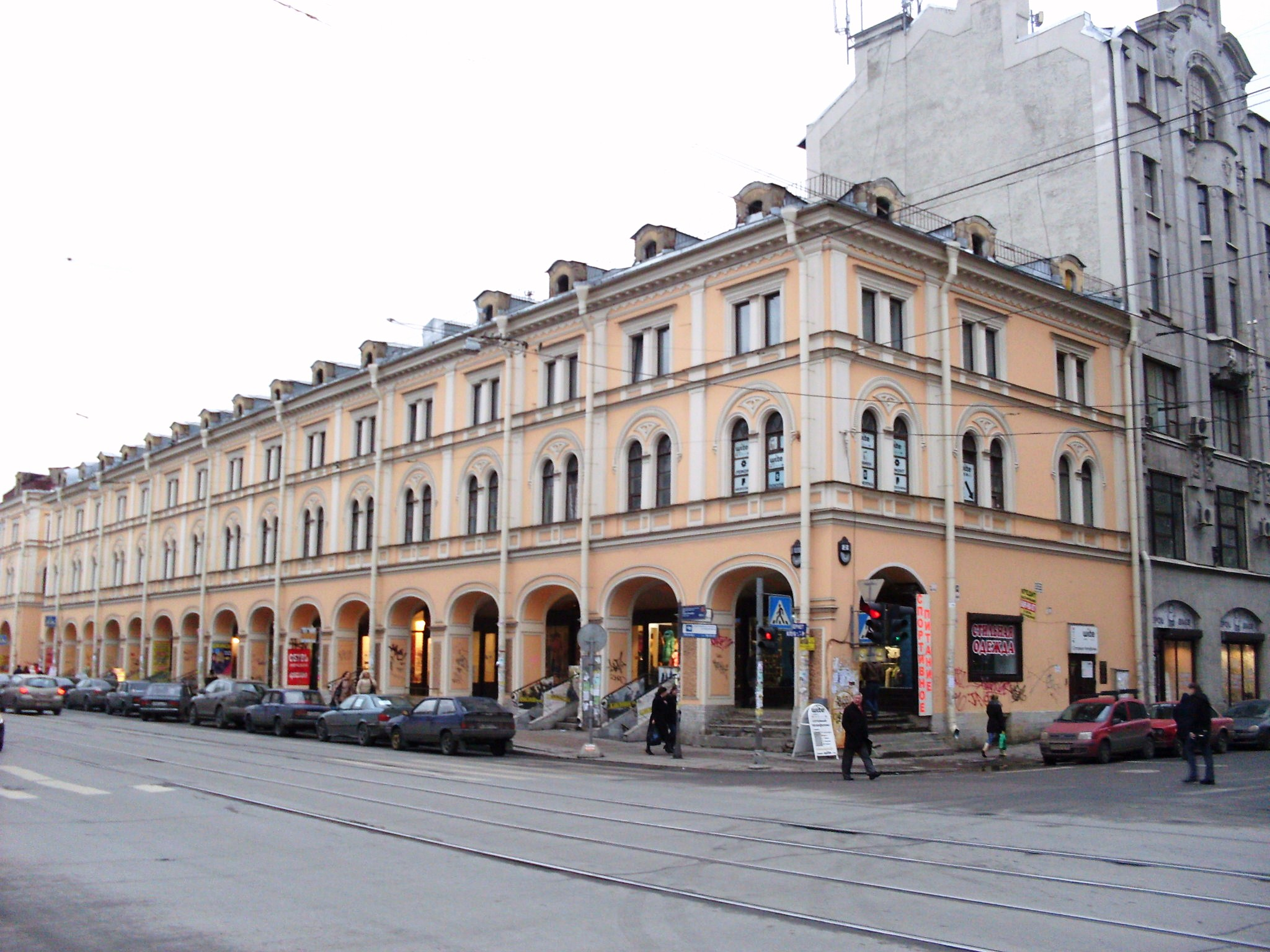
En 2009.
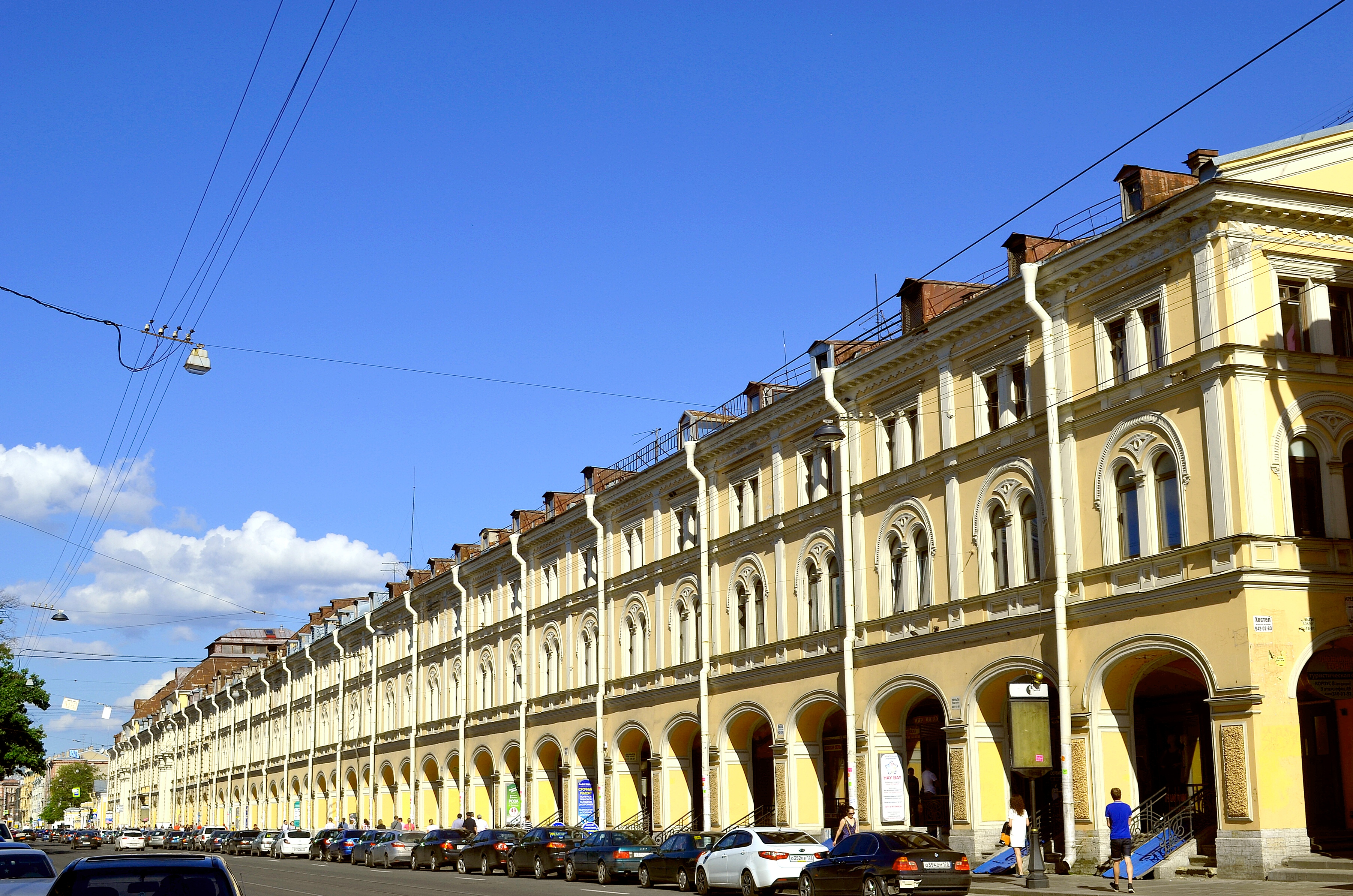
En 2015.
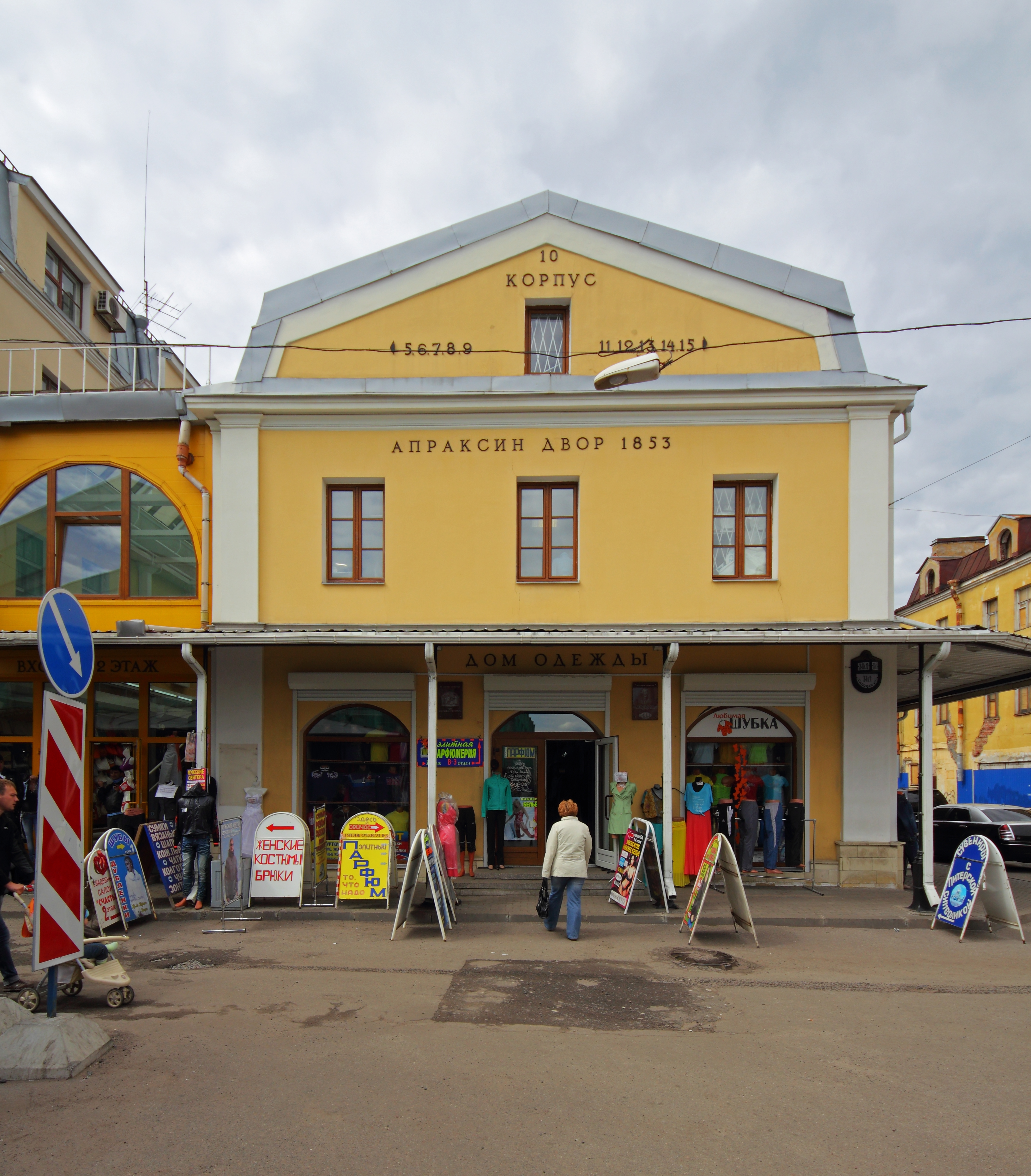
Bâtiment, 2012.